# Bertalan László
Bertalan László (Szászrégen, 1941. augusztus 8. – Budapest, 2001. június 3.) szociológus.
Bertalan László iskolateremtő tanár, gondolkodó volt. Az 1970-es évek közepétől negyedszázadon át tanította szociológiára a közgazdászok egymást váltó nemzedékeit Budapesten. A módszertani individualizmus híve volt, melynek értelmében az intézmények egyéni cselekvések eredményeképpen állnak elő. Tágabb értelemben a tudományelmélet és az analitikus filozófia eredményeit és módszereit ismertette meg diákjaival. Keveset publikált, nagy hatású előadásai tanítványainak jegyzetei révén maradtak fent.

## Életpályája
1941. augusztus 8-án született az akkor Magyarországhoz tartozó, észak-erdélyi Szászrégenben. 1947-ben családja Magyarországra menekült, Nyírbátorban íratták be általános iskolába. 1957 és 1959 között gimnazistaként cigány népdalokat gyűjtött Szabolcs-Szatmár és Hajdú-Bihar megyében. 1960-ban érettségizett Debrecenben. 1960-ban magyar nyelv és irodalom–néprajz szakos hallgatóként kezdte meg tanulmányait az Eötvös Loránd Tudományegyetem Bölcsészettudományi Karán. A következő évben bekerült az Eötvös-kollégiumba (közös kollégiumi szobába Altrichter Ferenccel). Felvette a filozófia szakot (egyúttal leadta az irodalom–néprajz szakot), Márkus György tanítványa lett, akinek felkérésére már hallgatóként filozófiaszemináriumokat tartott, és évfolyamtársaitól a megtisztelő „Kant” ragadványnevet kapta. Szívesen adott elő kisebb-nagyobb közönség előtt vagy baráti társaságban. 1962-ben megismerkedett Lukács Györggyel és körével. 1964-ben egyetemi hallgatóként (Bence György társszerzőségével) írásai jelentek meg a Magyar Filozófiai Szemlében és a Valóságban. 1965-ben filozófiadiplomát szerzett az Eötvös Loránd Tudományegyetemen.
1965-ben az MTA Szociológiai Kutató Csoportjánál helyezkedett el. A hatvanas évek második felében gondolkodása fokozatosan eltávolodott a marxizmustól. 1968-ban Magyar Dezső Agitátorok (1969) című filmjében Lukács Györgyöt alakította, a film kockái alapján készült képek híven tükrözik Bertalan László tanári személyiségét, melyet tanítványai a katedráról ismerhettek meg. 1973-ban a Szociológia folyóirat szerkesztőbizottságának tagjává választották. 1974 és 1990 között társszerkesztője volt a Szociológia folyóiratnak. 1975-től óraadó tanár volt a Marx Károly Közgazdaságtudományi Egyetemen, Szelényi Iván kiutasítása után ő vette át előadásait. Évtizedeken át szövegelemzést és módszereket tanított, hogy a felmerülő tudományos kérdéseket idővel ki-ki maga legyen képes megválaszolni. Tanárként kerülte a politikai véleménynyilvánítást, de felhívta a figyelmet a gondolkodói következetlenségekre. Max Weberrel vallotta, hogy a „katedrapróféciának” nincs helye az egyetemeken.
Szorosan kapcsolódott ehhez szerkesztői tevékenysége is. Az 1977 és 1987 közti évtizedben a Szociológia folyóirat Tájékozódás rovatát állította össze, valamint válogatás- és fordításkötetekben szélesebb közönséghez juttatta el a gondosan kiválasztott szövegeket. 1979-ben a Közgazdasági és Jogi Könyvkiadónál az ő válogatásában jelent meg Max Weber Gazdaságtörténet című tanulmánykötete. 1980 októberében Több bölcsesség – kevesebb düh címmel tanulmánya jelent meg a magyar szamizdat egyik legfontosabb dokumentumában, a Bibó-emlékkönyvben. 1983-tól a Szociológia Tanszék főállású tanára volt. 1987-ben a Tömegkommunikációs Kutatóközpont kiadta Magyarázat, megértés és előrejelzés című válogatáskötetét, melyet nagyrészt a Szociológia folyóirat Tájékozódás rovatában közölt írásokból állított össze. 1987 és 1999 között tüzetes szöveggondozói munkájának és az avatott fordítóval, Erdélyi Ágnessel való együttműködésének eredményeként öt kötetben jelent meg Max Weber főműve, a Gazdaság és társadalom. 1989 júniusában a Tudományos Dolgozók Demokratikus Szakszervezete keretében több kutatóval egyetértésben munkabizottság létrehozását kezdeményezte, hogy felülvizsgálják a hazai szociológiai kutatás aggasztó helyzetét. 1991-ben a Szociológiai Szemle tanácsadó testületébe választották. 1995-től a humán- és társadalomtudományos elitképzés hagyományait felújító Láthatatlan Kollégium Alapítvány egyik tutora lett. 1997. március 15-én a Budapesti Közgazdaságtudományi Egyetem docenseként a Magyar Köztársasági Érdemrend kiskeresztje kitüntetést kapta. 1997-ben Általános módszertani szöveggyűjtemény I–II. címmel válogatáskötetet adott ki szerkesztésében a Budapesti Közgazdaságtudományi Egyetem Szociológia és Szociálpolitika Tanszéke.
2001. június 3-án váratlanul meghalt. 2001. június 21-én a kerepestarcsai temetőben vettek tőle végső búcsút testvérei, barátai, munkatársai, tanítványai. 2002 márciusában konferenciát rendeztek emlékére Budapesten. 2004-ben a Közgazdasági Szemle Alapítvány gondozásában Metodológia, társadalom, gazdaság címmel emlékkötete  jelent meg. 2005-től a Helikon Kiadó hét kötetből álló sorozatot jelentetett meg Bertalan László Társadalomtudományi Könyvtár (BLTK)  néven.

## Fontosabb válogatáskötetei
- 1978 – Andorka Rudolffal közösen (eds): An Overview of Social Research in Hungary. Akadémiai Kiadó, Budapest
- 1979 – Max Weber: Gazdaságtörténet. Közgazdasági és Jogi Könyvkiadó, Budapest
- 1986 – Andorka Rudolffal közösen (eds): Economy and Society in Hungary. Hungarian Sociological Studies 3. Marx Károly Közgazdaságtudományi Egyetem, Szociológia Tanszék, Budapest
- 1987 – Magyarázat, megértés és előrejelzés. Membrán Könyvek. Tömegkommunikációs Kutatóközpont, Budapest
- 1989 – Szociológiai szöveggyűjtemény. I.: Szociológiatörténeti olvasókönyv. Marx Károly Közgazdaságtudományi Egyetem, Budapest
- 1993 – Szociológiatörténeti szöveggyűjtemény. Aula, Budapest
- 1997 – Általános módszertani szöveggyűjtemény. Budapesti Közgazdaságtudományi Egyetem, Szociológia és Szociálpolitika Tanszék, Budapest
- 1997 – Szociológiatörténeti szöveggyűjtemény. I–II. Budapesti Közgazdaságtudományi Egyetem, Szociológia és Szociálpolitika Tanszék, Budapest
- 2001 – Előadások Max Weberről: Max Weber cselekvéselmélete és cselekvéstipológiája. Szociológiai Szemle, 11. évf. 3. sz. 113–136.

## A Szociológia folyóirat Tájékozódás rovatában megjelent összeállításai
- A presztízs fogalmáról. 1977. 1. sz. 108–130.
- A szociográfia fogalmáról. 1977. 2. sz. 240–256.
- A trend fogalmáról. 1977. 3. sz. 425–432.
- A munkamegosztás fogalmáról. 1977. 4. sz. 556–571.
- A funkcionális elemzésről. 1978. 1. sz. 125–141.
- Az ideáltípusról. I. rész. 1978. 2. sz. 275–287.
- Az ideáltípusról. II. rész. 1978. 3. sz. 455–469.
- A teljesítmény-taktikázásról. I. rész. 1978. 4. sz. 569–578.
- A teljesítmény-taktikázásról. II. rész. 1979. 1. sz. 81–92.
- Az önbeteljesítő próféciákról. I. rész. 1979. 2. sz. 223–235.
- Az önbeteljesítő próféciákról. II. rész. 1979. 3. sz. 321–340.
- A statisztikai általánosítások magyarázata. I. rész. 1979. 4. sz. 511–528.
- A statisztikai általánosítások magyarázata. II. rész. 1980. 1. sz. 147–164.
- Az uralom és a hatalom fogalmáról. 1980. 2. sz. 287–296.
- Az ökológiai tévkövetkeztetésekről. 1980. 3–4. sz. 459–476.
- Az okság fogalmáról. I. rész. 1981. 1. sz. 115–128.
- Az okság fogalmáról. II. rész. 1981. 2. sz. 245–262.
- Az okság fogalmáról. III. rész. 1981. 3–4. sz. 441–458.
- A taxonómia alapjairól. 1982. 1. sz. 135–147.
- A faktorelemzés alapjai. I. rész. 1982. 2. sz. 283–300.
- A faktorelemzés alapjai. II. rész. 1982. 3. sz. 459–473.
- Az út-elemzésről. I. rész. 1982. 4. sz. 611–635.
- Az út-elemzésről. II. rész. 1983. 1–2. sz. 171–192.
- Az út-elemzésről. III. rész. 1983. 3. sz. 327–348.
- Pozitivizmus és hermeneutika. I. rész. 1983. 4. sz. 465–481.
- Pozitivizmus és hermeneutika. II. rész. 1984–1985. 1–2. sz. 181–214.
- Hermeneutika és pozitivizmus. III. rész. 1984–1985. 3–4. sz. 383–406.
- A kontextuális elemzésről. I. rész. 1986. 1–2. sz. 227–239.
- A kontextuális elemzésről. II. rész. 1986. 3–4. sz. 559–574.
- A kontextuális elemzésről. III. rész. 1987. 1. sz. 189–204.
- Az alakzat fogalmáról. I. rész. 1987. 2. sz. 325–335.
- Az alakzatok fogalmáról. II. rész. 1987. 3. sz. 441–455.
- A rész és az egész fogalmáról. 1987. 4. sz. 567–587.

## Előadásainak diákjai által készített jegyzetei
- 1979. őszi félév (Marx Károly Közgazdaságtudományi Egyetem) – Előadások Karl Marx osztályelméleteiről.
- 1979. őszi félév (Marx Károly Közgazdaságtudományi Egyetem) – Előadások Émile Durkheimről.
- 1980. tavaszi félév (Marx Károly Közgazdaságtudományi Egyetem) – Előadások Max Weberről